# ۴۷۰ (خورشیدی)
۴۷۰ چهارصد و هفتاد و یکمین سال هجری خورشیدی است.